# 玉置神社
玉置神社（たまきじんじゃ）は、奈良県吉野郡十津川村にある神社。大峰山系の霊山の一つである玉置山の山頂直下の9合目に位置し、大峯奥駈道の靡（なびき）のひとつである。
社務所および台所、梵鐘は国の重要文化財。境内地の杉の巨樹群は奈良県の天然記念物。2004年7月に登録されたユネスコの世界遺産『紀伊山地の霊場と参詣道』の構成資産・大峯奥駈道の一部。

## 祭神
- 本社本殿[5] - 国之常立神・伊弉諾尊・伊弉冊尊・天照大神・神日本磐余彦命
- 摂社三柱社 - 倉稲魂神・天御柱神・国御柱神
- 末社若宮社 - 住吉大神・八幡大神・春日大神
- 末社神武社 - 迦具土神・速玉男神・高倉下神
- 末社玉石社 - 大巳貴命
- 末社白山社 - 菊理媛神
- 末社山之社 - 大山祇神
- 大日堂社 - 役小角

## 境内

### 本社本殿
桁行3間・梁間3間、入母屋造の建物で、新造・修覆あわせて数枚の棟札が残るが、様式から寛政6年（1794年）の再建と見られている。

### 摂末社
- 三柱神社[7]
- 若宮社
- 神武社
- 玉石社
- 白山社

### その他
- 社務所及び台所（後述）
- 神楽殿[8]
- 絵馬殿
- 鐘楼
- 石造宝篋印塔 1基
- 地蔵石仏 2体

## 歴史
社伝の『玉置山縁起』では崇神天皇によって崇神天皇61年（紀元前37年）に、熊野本宮（和歌山県田辺市本宮町）とともに創建されたと伝えられ、古来より十津川郷の鎮守であった。しかし、『旧事紀』には崇神天皇61年の記事はなく、玉置神社のことも伝えられていない一方で、『水鏡』伝の新宮創祀と同年であることから作為と考えられ、創建年代は不詳である。『玉置山縁起』をはじめとする社伝は、玉置山山頂近くに露頭する玉石を神体とする末社玉石社を玉置の称の由来とし、地主神または奥の院と位置づけており、山容を神奈備として崇拝することが起源であったと考えられている。
この玉石社では大己貴命が祀られており、同社には社殿・祠の類は無く、白い玉石群に囲まれ、地中からわずかに一部が露出している黒い丸石を御神体としている。この黒い丸石の地表に出ているのは、この石のごく一部分に過ぎず、その地中に隠れている部分は測り知れないほどの大きさであるともいわれており、神武天皇が神武東征の折、この石の上に神宝を置いて勝利を祈ったとされる。また役行者が竜王の脳から出た宝珠を、あるいは弘法大師（空海）が自分の宝珠を、この玉石群の下に埋め祀ったといわれている。
玉置山を熊野三山の奥の院と称するのは江戸時代中期頃に初見され、寛政年間の玉置山別当高牟婁院宛沙汰書は「玉置山之儀熊野三山奥院格別の由緒ニ付」と記し、『紀伊続風土記』は熊野本宮に玉置神社の遥拝所があったと伝える。神仏習合の後には、不動堂や大日堂を中心とする修験霊場となり、多数の塔頭・社坊が営まれた。社殿や祭神には時期により異同があり、今日にない社殿や、今日と社殿を異にする祭神も見られる。
鎌倉時代の寺社縁起『諸山縁起』に「玉木宿」とあるほか、『金峯山本縁起』に挙げられる百二十宿の中に「玉水宿」の名で記され、室町時代には入峯の宿となった。大峯・金峯・熊野を結節する要地として順峯・逆峯のいずれの大峯奥駈行においても重視され、その過程において社寺としてのかたちを得たと考えられる。江戸時代の聖護院門跡の大峯奥駈行においては峯中結願所として終点になっていた。
慶長年間の頃、社坊の一つ笹坊が、戦乱に乗じて十津川郷で恣意的な徴税を行ったところ、十津川の住人の訴えにより江戸幕府の聞き及ぶところとなり、笹坊とその共謀者は追放され、笹坊の所領は幕府に差し押さえられた。その後、元禄年間に至って社堂造営のため笹坊の旧所領の山林を伐材して財源とすることを試みたが、口添えする本寺がないため幕府に許されず、元禄4年（1691年）、安井門跡を本寺として頼み込んで造営を成し遂げた。以来、安井門跡の支配下に入ったが、別当が神領の立木を乱伐する旨が聖護院の関心をひき、門跡入峯の際の要衝を保護するため、享保12年（1727年）からは聖護院門跡が玉置山を支配下におさめた。社家・神職と社僧の間には長きに渡って確執があったが、このように相次いで有力な門跡の支配下に入ったことにより、社僧が優位に立った。聖護院門跡の下では、別当寺院の高牟婁院が建立され、7坊15か寺を従えて繁栄をみたものの、門跡の威光を借りた社僧が玉置山神領の山林だけでなく、近隣諸村の山林をも横領して聖護院領としたため、十津川郷との関係は疎遠なものとなった。一山の収入も高牟婁院に差し押さえられ、社家には割り当てられなかったため、社坊は衰退して数を減らした。
明治の神仏分離に際しては、十津川村内の他の寺院の例に漏れず、玉置山の仏教諸堂は破壊され、仏像なども破棄された。玉置山参道入口のある大峯奥駈道の本宮辻の近くには、「十津川五十余ヶ寺供養塔」なる文字の記された卒塔婆が今日に残っている。
伝説では、平資盛が秘かに安徳天皇を擁し三種の神器の剣と鏡を奉持して玉置山中に隠れ、その子孫が玉置氏と名乗り、玉置神社の社掌となったとされる。
近くの天河神社とともに一部の神道関係者から、非常に重要視されているが、最近特にその傾向が強くなってきている。

## 宿としての玉置神社

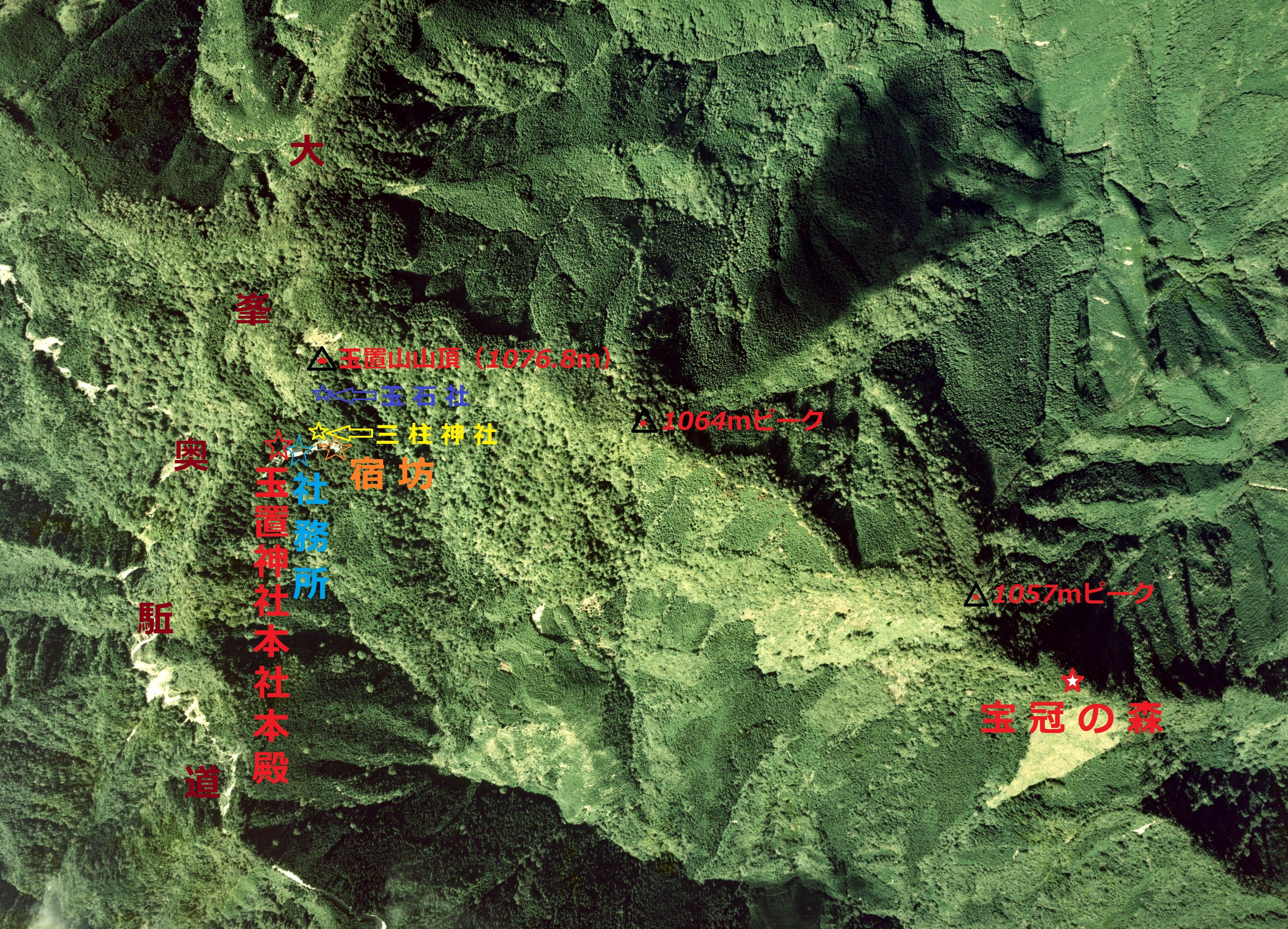
玉置神社本社（玉置山山頂）付近の空中写真（1976年撮影）。

修験道においては、山林中を自らの足で歩いて修行する抖擻（とそう）によって廻峯行を行なう山岳修行が重視されていた。峯中路には宿（しゅく）と呼ばれる霊地ないし行所が設けられた。宿は神霊や祖霊を迎える場所としての意味があるが、実際にはやや異なる機能を持った2種に分化している。ひとつは、修法・勤行の場としての宿であり、もうひとつは参籠（宿泊）の施設となる宿であって、前者には小祠堂や大樹・巨岩など自然崇拝物が、後者には神社・寺院が多用され、玉置神社は後者にあたる。しかし、近世以降、山岳修行が低調となるにつれて宿の語は用いられなくなり、かわって靡（なびき）と呼ばれるようになった。今日、大峯奥駈道の峯中路で寺社殿と宿坊が残るのは2箇所しかない。
鎌倉時代の寺社縁起『諸山縁起』には玉置山について、峯の名を「阿弥陀如来嶺」とし、宿としては「玉木宿」に比定し、大峯八大金剛童子のひとつで阿弥陀如来を本地仏とする悪除童子の居所としている。ほぼ同時代の『大菩提山等縁起』では玉木を毘盧遮那宿、宝冠の森（後述）を阿弥陀嶽と呼んで宇河宿に比定し、大峯の峯中路の中での位置が示されている。文明18年（1486年）の年号が記され、元文2年（1737年）に書写された『大峯秘所記并縁起』には、玉木（玉置）の名の由来である如意宝珠を役行者の縁起譚と関連付けているほか、大日如来との関係、大日堂の存在などが語られており、玉置神社を中心として周辺の諸霊場や宝冠の森（後述）をも併せた総合的な行所であったと考えられている。こうした諸記録から、中世に大峯奥駈が盛んになるに従って宿が整備されていった状況を知ることができる。
しかし、近世に大峯奥駈の形骸化が進むにつれ、信仰のあり方は変わった。金剛童子、大日堂、不動堂といった堂舎は依然存続したものの、大日如来は信仰の中心ではなく、阿弥陀如来は顧みられず、かわって国之常立（地蔵菩薩）・伊弉諾尊（千手観音）・伊弉冊尊（毘沙門天）の玉置三所権現が中心となり、社地も今日の境内に相当する範囲に退転した。

### 玉置山の自然と社地の構造
玉置神社の聖域である玉置山は、山頂を除く標高1000メートルから1040メートルにかけて枕状溶岩堆積地があり、海底火山の噴火により玄武岩質の溶岩が水中に噴出して急速に冷却・固化したことにより生じた、不規則な楕円状または曲がった丸太状の形状をした溶岩が一帯に露頭している。玉置山山頂の南側斜面には枕状溶岩の顕著な露頭が見られ、場所によっては枕状溶岩が重なり合っている。
玉置山の標高800メートル以上の植生はブナ林帯であるにかかわらず、山頂付近のみはスギ、ヒノキ、モミ、ツガなどの針葉樹と、ブナ、ミズナラ、アカシデといった落葉広葉樹が混在する植生を示しているが、これは溶岩性の地質によるものである。また、枕状溶岩の重なり合いのなかには、「玉木」あるいは「玉置（玉を重ねて置いた）」ように見える箇所があって宿や山の名の由来と解され、こうした地質と植生の特異がもたらす景観こそが、玉置山を霊地とし、宿を成立せしめた根元であると考えられている。
また、露頭の西端にある乳岩と呼ばれる巌には、鳥居のみを設けて白山権現を祀る白山社の磐座となっており、玉置山における磐座信仰の古い形を伝えるものである。反対側の東端の支尾根には峯中路が走り、その途中に玉石社と呼ばれる地主神の祭壇が設けられている。聖域の根本的な要素である枕状溶岩露頭を峯中路から拝礼しようとする場合、玉石社の祭壇は適所であることから、本来は拝所であったと見ることができる。
玉石社は玉置神社の奥社であるとされる（『玉置山縁起』）が、今日では玉石社の神体である枕状溶岩の周囲に人工的な作為が相当に加えられており、自然石を自然の状態で拝礼することを重んじる山岳修験の本来の思想からは異質な状態であることから、遅くとも近世後期にさかのぼる造作の可能性が指摘されている。今日の社殿は枕状溶岩露頭を背後に背負った位置にある。露頭直下は傾斜が急で地すべりを起こしやすく、堂舎を営むには無理があることから、斜度が緩やかになる現在地まで標高を下げたのであろうが、しかし、そのことは本来の礼拝対象である「玉木（玉置）」が何であるかを分かりにくくし、霊地の根元を不明確にしてしまったと考えられている。

### 宝冠の森
玉置山周辺で、峯中路から外れているにもかかわらず今日まで、大峯奥駈行における拝礼が続けられている宝冠の森（ほうかんのもり）という行所がある。玉置山から派生する主たる尾根はX字状に4本あって大峯奥駈道は東北と南西に伸びる尾根筋を通るが、これとは別に玉置山山頂から南東方向に派生する尾根上を約1.5キロメートル行ったところにある、尾根の第3のピークが宝冠の森である。宝冠の森のある標高940メートル地点までの尾根筋には、1064メートルおよび1057メートルの2つのピークがあり、ピークとピークとの間の痩せ尾根には、結界守護の護法を祀る祭壇と見られる人工的な石組による集石が確認されている。また、1057メートルのピーク上には礼拝石を伴う石組みが認められ、遠方の行所を遥拝する華立（はなたて）と考えられているなど、廻峯行の遺跡が数ヶ所存在している。最後のピークを越えると、正面に自然林に覆われた岩峰があり、その頂上一帯が宝冠の森である。
宝冠の森の頂上一帯、すなわち人に犯されたことのない結界内の森林によって構成されたピークは、権現垂迹の聖地としての「杜」の様相を示しているが、こうした例は対馬白嶽山や英彦山など、紀伊半島南部以西の照葉樹林帯で広範に見られるものである。頂上の平坦部には護摩焚岩として用いられたと見られる祭壇があり、その奥の一段高い部分には磐座があって、石躰が据えられている。石躰が権現垂迹の拠り代としての意味を持つことを考慮すると、宝冠の森頂上部のこうした配置は、石躰を中心とした磐座群を自然林が取り囲む聖域としての「杜」であったと解される。こうした解釈はいくつかの史料によって裏付けられ、鎌倉時代のものとされる『諸山縁起』は宝冠の森に相当する峯を大毘盧遮那嶽と呼び、『玉置山権現縁起』の第七段「大毘盧遮那嶽」では「宝冠峯」「中台峯」という別称を紹介するとともに、こうした名称の由来を行基が『大日経』、大日如来像、旗2旒を奉納した故事に求め、玉置山を大日宿と呼ぶとしている。こうした点から、宝冠の森とは、宝冠を戴く胎蔵界大日如来が垂迹する聖地なのである。

### 山岳信仰遺跡としての玉置山
前述のように、玉置神社は参籠宿としての機能を持つが、単なる宿泊施設ではない。近世以降に衰弱するまでの入峯の本来の姿とは、峯中路上の行所を廻るだけでなく、参籠宿を拠点として峯中路から外れた周辺の聖域を訪れて拝礼するというものであった。しかし、大峯奥駈の衰退とともに、峯中路から外れた行場や聖域の多くは退転し、宝冠の森や、大日岳から谷筋に下る前鬼山・前鬼裏行場、大普賢岳から断崖を下る笙ノ窟など少数のものが今日に伝承されるに過ぎない。
こうした点からするならば玉置神社の成立とは、宿機能を備えた社殿の成立を意味するものであった。そして、玉置山と宝冠の森をつなぐ尾根道上の祭祀遺跡は、入峯修行の本来の姿を今日に示唆する山岳信仰遺跡なのである。

## 祭礼
- 歳旦祭[49] - 1月1日
- 三柱社例祭 - （初午祭）3月初午の日
- 出雲大社教玉置分教会 例祭（祖霊祭） - 5月14日
- 夏越大祓式 - 6月30日
- 大日社祭 - 8月8日
- 例大祭 - 10月24日
- 年越大祓式 - 12月31日
- 除夜祭 - 12月31日

## 文化財

### 重要文化財

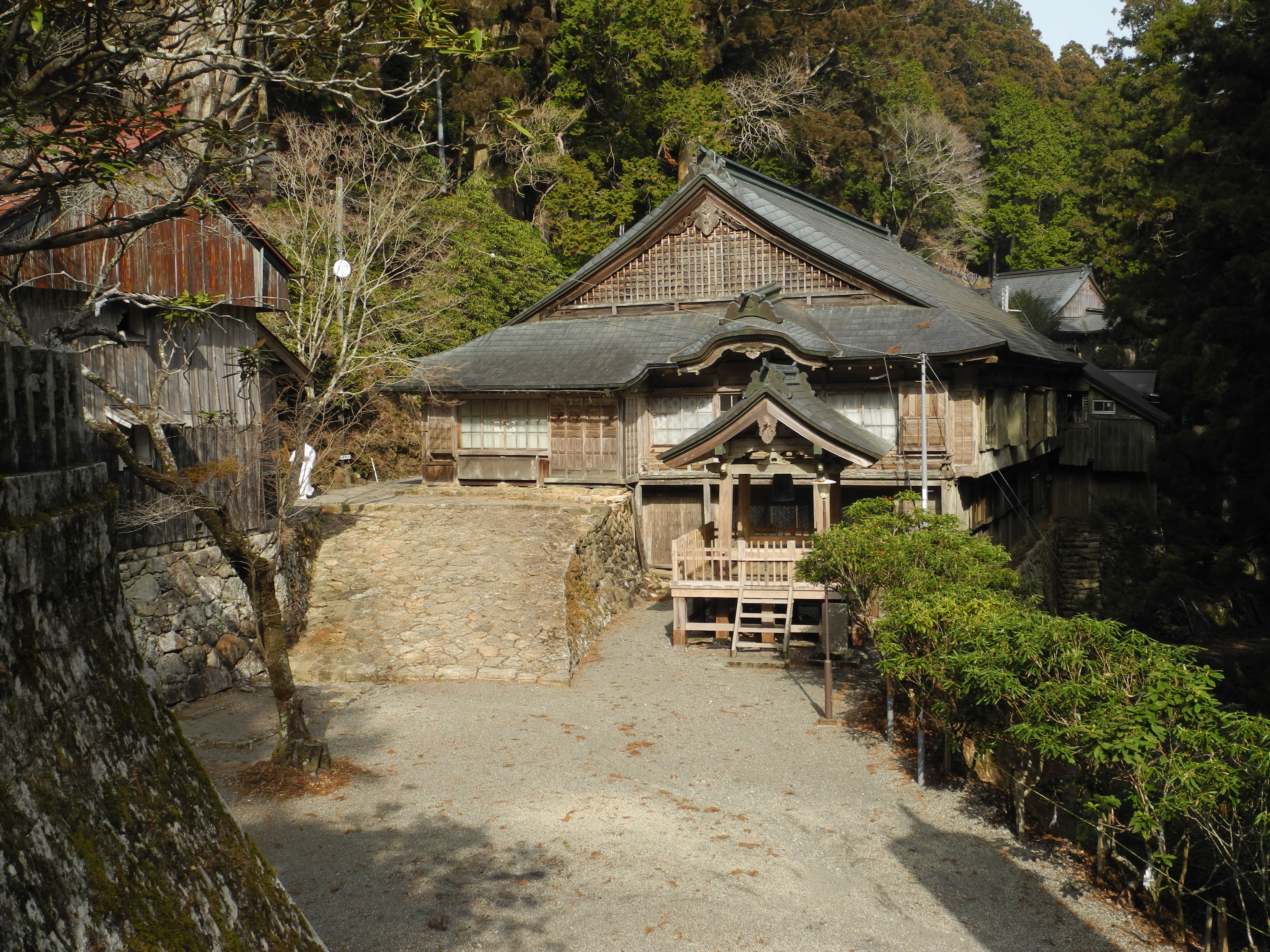
社務所

- 梵鐘
1959年（昭和34年）、国の重要文化財（工芸品）に指定[2]。総高84.2センチメートル、口径46.8センチメートルの小型の梵鐘。上帯は無文で、下帯には唐草文を表し、乳の間には小振りの乳（ち）を縦3段に鋳出する。乳の間には梵字で陀羅尼、光明真言等を表し、末尾に「応保三年癸未三月三日甲午」（1163年）の銘がある。頂部の竜頭を、2つの撞座（つきざ）を結ぶ線と直交する位置に設けるのは、奈良時代から平安時代にかけての梵鐘にみられる形式である[50]。佐々木高綱の奉納ともいう[51]。十津川村歴史民俗資料館に寄託。

- 玉置神社社務所及び台所
1988年（昭和63年）1月13日、国の重要文化財（建造物）に指定[1]。江戸時代末期、神仏混淆であった玉置神社の別当寺であった高牟婁院の主殿及び庫裏として建立されたもので、神仏分離後は社務所・台所および参籠所として使用されている。棟札から文化元年（1804年）の建立と判明する。社務所は入母屋造銅板葺き、桁行22メートル、梁行15メートルで、北面に玄関を設け、南面は懸造とし、地階には参籠所を備える。台所は桁行9メートル、梁行8.9メートルで、屋根は銅板葺き、東面は入母屋造、西側は社務所に接続する[52]。
社務所は西側を上手として、南北2列に計10室を配する。社務所内部は杉一枚板の板戸及び板壁60枚余で仕切られ、この全ての襖に幕末の狩野派の絵師である法橋橘保春らの筆による、松・牡丹・孔雀・鸚鵡・鶴などを題材とした豪華な花鳥図が描かれており、各室は襖絵の題材の名によって呼ばれている[53]。北側列は西から順に「孔雀の間」「老松の間」「鶴の間」「旭鶴の間」「牡丹唐獅子の間」を配し、南側列は西から順に「御殿の間」「宮司居室」「禰宜居室」及び居室2室を配す。「孔雀の間」の北には「神殿」がある。上手に位置する「孔雀の間」「御殿の間」「神殿」は、他の部屋より床を1段高くし、天井は格天井とするなど（他の室は棹縁天井）、格式の高い造りとする。「孔雀の間」「御殿の間」は聖護院門跡の入峯の際の御座所として用いられたものであり、「神殿」は神仏混淆時代には「護摩堂」と呼ばれていた[52]。上質な書院建築と参籠所を上下に複合させた構造は、近世における修験教団の活動が作り出したものであり[54]、社務所および台所とも、わずかな改造を受けたのみで古い様式を今に残している[1]。

### 天然記念物

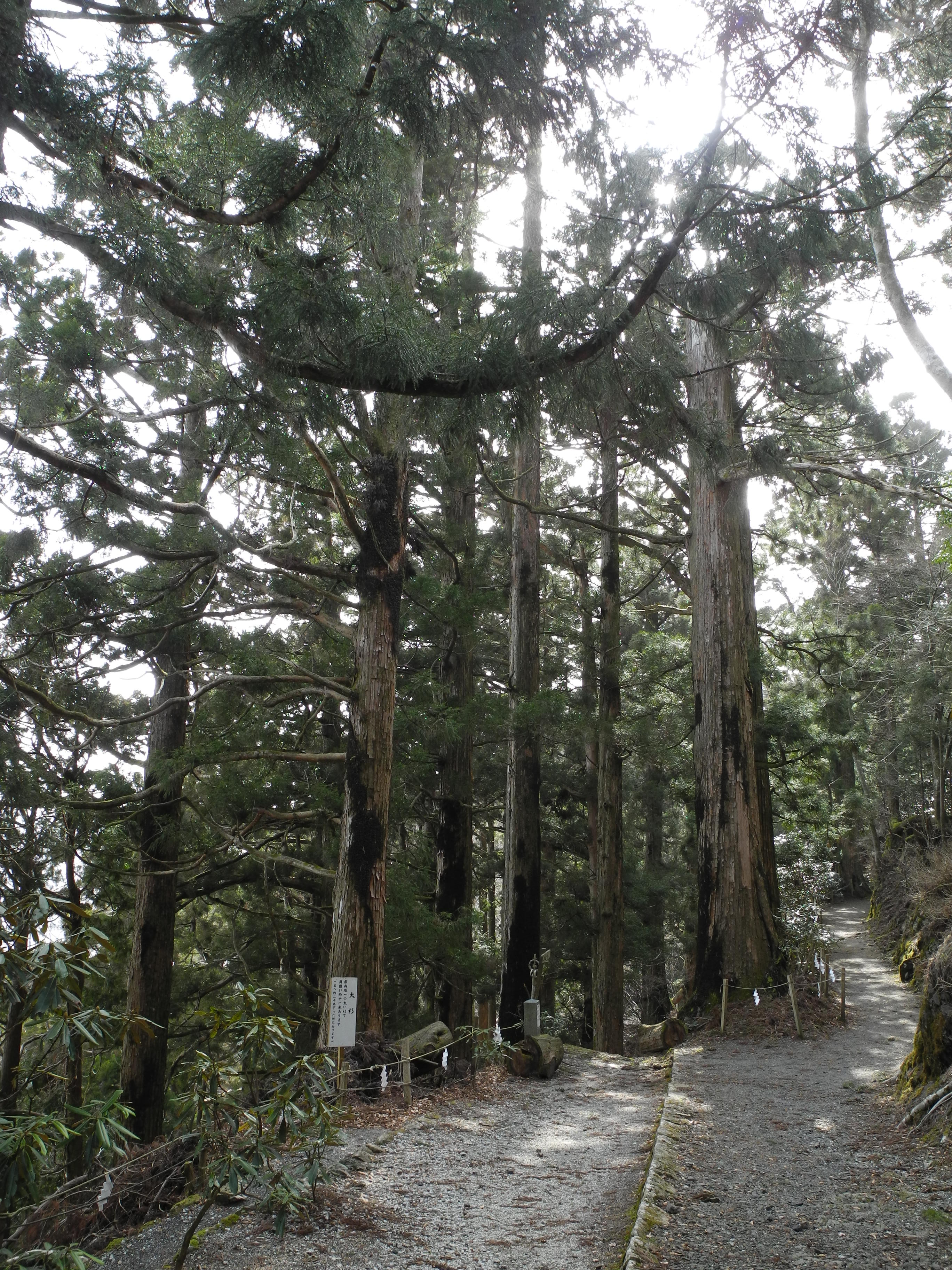
大杉

- 杉の巨樹群
奈良県指定天然記念物（1956年〈昭和34年〉2月5日指定）[3]。3万平方メートルの玉置神社境内は永らく聖域として伐採が禁じられていたため、温暖多雨の気候と土壌に恵まれ、樹齢3000年と言われる神代（じんだい）杉や、常立（とこたち）杉、磐余（いわれ）杉などの巨樹を含む杉の巨樹林が成立した[36]。

### 世界遺産
- 紀伊山地の霊場と参詣道
ユネスコの世界遺産『紀伊山地の霊場と参詣道』（2004年7月登録）を構成する登録資産「大峯奥駈道」の一部[4]。